# Мануель Асторга
Мануель Асторга Карреньйо (ісп. Manuel Astorga Carreño, нар. 15 травня 1937, Ікіке) — чилійський футболіст, що грав на позиції воротаря.
Виступав, зокрема, за клуб «Універсідад де Чилі», а також національну збірну Чилі, у складі якої став бронзовим призером чемпіонату світу 1962 року.

## Клубна кар'єра
У дорослому футболі дебютував 1956 року виступами за команду «Універсідад де Чилі», в якій провів дванадцять сезонів, взявши участь у 183 матчах чемпіонату. З командою він чотири рази вигравав чемпіонат Чилі в 1962, 1964, 1965 і 1967 роках.
Згодом з 1968 по 1973 рік грав у складі команд «Уачіпато» та «Депортес Магальянес», а завершив ігрову кар'єру у рідній команді «Універсідад де Чилі», за яку виступав у сезоні 1974 року.

## Виступи за збірну
13 квітня 1960 року дебютував в офіційних іграх у складі національної збірної Чилі в товариському матчі з Бельгією (1:1).
У складі збірної був учасником чемпіонату світу 1962 року у Чилі, на якому команда здобула бронзові нагороди, але на поле не виходив.
Востаннє у збірній Асторга з'явився 22 березня 1970 року в товариському матчі проти Бразилії (0:0). Загалом протягом кар'єри у національній команді, яка тривала 11 років, провів у її формі 30 матчів, пропустивши 26 голів.

## Титули і досягнення
- Бронзовий призер чемпіонату світу: 1962